# رناتو بودینی
رناتو بودینی (انگلیسی: Renato Bodini; ۱ اکتبر ۱۹۰۹ – ۲۳ اوت ۱۹۷۴) بازیکن فوتبال اهل ایتالیا بود.
از باشگاه‌هایی که در آن بازی کرده‌است می‌توان به باشگاه فوتبال کرمونزه، باشگاه فوتبال آ.ث. میلان، باشگاه فوتبال سمپدوریا، و باشگاه فوتبال آ.اس. رم اشاره کرد.